# Ferula penninervis
Ferula penninervis är en flockblommig växtart som beskrevs av Eduard August von Regel och Johannes Theodor Schmalhausen. Ferula penninervis ingår i släktet stinkflokesläktet, och familjen flockblommiga växter. Inga underarter finns listade i Catalogue of Life.